# Saba II di Serbia
Saba II di Serbia, al secolo Predislav (fine XII/inizi XIII secolo – 1269), è stato un arcivescovo ortodosso e santo serbo.
Principe figlio del re Stefan Prvovenčani e nipote di San Sava, si fece monaco e divenne Metropolita di Peć e arcivescovo di Serbia dal 1267 al 1269; è venerato come santo dalla chiesa ortodossa serba che lo ricorda il 21 febbraio.
Divenuto monaco in giovane età si dedicò alla pratica ascetica nel desiderio di emulare lo zio. Dopo la morte di Arsenio I fu nominato Metropolita. Morì dopo meno di tre anni dalla sua ascesa al soglio di Peć.

## Ascendenza
|                     |                    |                           | Genitori                |  |  | Nonni           |  |  | Bisnonni         |  |
|                     |                    |                           |                         |  |  | Stefano Nemanja |  |  | Zavida Vukanović |  |
|                     |                    |                           |                         |  |  | Stefano Nemanja |  |  | Zavida Vukanović |  |
|                     |                    | Uroš I di Rashka          |                         |  |  | Stefano Nemanja |  |  |                  |  |
| Stefano Prvovenčani |                    |                           |                         |  |  | Stefano Nemanja |  |  |                  |  |
|                     |                    | Anna di Serbia            | Alessandro di Valacchia |  |  |                 |  |  |                  |  |
|                     |                    | Anna di Serbia            | Alessandro di Valacchia |  |  |                 |  |  |                  |  |
|                     |                    | Anna di Serbia            | …                       |  |  |                 |  |  |                  |  |
| Saba II di Serbia   |                    | Anna di Serbia            |                         |  |  |                 |  |  |                  |  |
|                     | Alessio III Angelo | Andronico Angelo          |                         |  |  |                 |  |  |                  |  |
|                     | Alessio III Angelo | Andronico Angelo          |                         |  |  |                 |  |  |                  |  |
|                     | Alessio III Angelo | Eufrosina Castamonitissa  |                         |  |  |                 |  |  |                  |  |
| Eudocia Angelina    | Alessio III Angelo |                           |                         |  |  |                 |  |  |                  |  |
|                     |                    | Eufrosina Ducena Camatera | Andronico Camatero      |  |  |                 |  |  |                  |  |
|                     |                    | Eufrosina Ducena Camatera | Andronico Camatero      |  |  |                 |  |  |                  |  |
|                     |                    | Eufrosina Ducena Camatera | …                       |  |  |                 |  |  |                  |  |
|                     |                    | Eufrosina Ducena Camatera |                         |  |  |                 |  |  |                  |  |